# Борубаев, Гулжигит
Гулжигит Борубаев (род. 22 апреля 2000, Бишкек, Кыргызстан) — киргизский футболист, атакующий полузащитник гродненского «Немана».

## Биография

### Игровая карьера
Воспитанник академии клуба из Бишкека «Дордой», играл за дубль команды. Профессиональную карьеру начал в 2018 году в клубе Киргизской Премьер-лиги «Илбирс», где выступал на протяжении двух лет. В 2020 году вернулся в «Дордой», в составе которого играл в течение трёх сезонов. По итогам сезона 2022 года Борубаев стал лучшим в команде по системе «гол+пас», забив 6 голов и сделав 8 результативных передач.
В 2024 году перешёл в клуб «Алга», в составе которого играл один сезон. По итогам сезона с 10 забитыми мячами стал вторым бомбардиром Премьер-лиги, отстав от лучшего снайпера всего на один мяч. «Алга» финишировала на 9-м месте из 10.
Зимой 2025 года вел переговоры с гродненским «Неманом», однако 8 февраля 2025 года подписал однолетний контракт с белорусским клубом «Минск». Дебютировал 13 марта в дебютном матче высшей лиги, выйдя в стартовом составе на матч с новополоцким «Нафтаном» (1:2). На 21-й минуте отдал результативную передачу Илье Дубинцу, чей гол стал первым в высшей лиге сезона-2025. На 69-й минуте игры Борубаев получил травму и был заменен. 29 марта 2025 года в матче 2-го тура против «Витебска» забил дебютный гол за новую команду — «Минск» выиграл встречу со счётом 2:1. За половину сезона в составе «Минска» провел 13 матчей высшей лиги, забил 2 гола и отдал 3 результативные передачи.
В июле 2025 года перешёл в гродненский «Неман», контракт с которым был заключён до конца 2026 года.

## Достижения
«Дордой»
- Чемпион Кыргызстана (1) :  2020
- Бронзовый призер чемпионата Кыргызстана (1) :  2023
- Обладатель Суперкубка Кыргызстана (2) : 2021, 2022